# Anisophya
Anisophya is een geslacht van rechtvleugeligen uit de familie sabelsprinkhanen (Tettigoniidae). De wetenschappelijke naam van dit geslacht is voor het eerst geldig gepubliceerd in 1960 door Karabag.

## Soorten
Het geslacht Anisophya omvat de volgende soorten:
- Anisophya biforma Nickle, 2011
- Anisophya borellii Giglio-Tos, 1894
- Anisophya brasiliensis Brunner von Wattenwyl, 1878
- Anisophya careomacula Nickle, 2011
- Anisophya hamata Giglio-Tos, 1894
- Anisophya melanochloris Rehn, 1911
- Anisophya pulchella Giglio-Tos, 1894
- Anisophya punctinervis Stål, 1861
- Anisophya schoenemanni Karsch, 1889